# Abbenrode
Abbenrode ist ein Ortsteil der Gemeinde Nordharz im Landkreis Harz in Sachsen-Anhalt.

## Geografische Lage
Abbenrode liegt an der Ecker unweit der Landesgrenze zu Niedersachsen im nördlichen Harzvorland.

### Nachbarorte
| Vienenburg, Wiedelah                   | Wennerode                                   | Osterwieck, Lüttgenrode                             |
| Lochtum                                | Kompassrose, die auf Nachbargemeinden zeigt | Wasserleben                                         |
| Bad Harzburg (Bettingerode, Westerode) |                                             | Ilsenburg (Harz), Stapelburg, Eckertal, Veckenstedt |

## Geschichte
König Lothar III. bestätigte am 13. Juni 1129, dass der Verkauf des Hofes Abbenrode im Harzgau im Herzogtum des Herzog Heinrich durch Pfalzgraf Friedrich von Putelendorf an Gebhard von Lochten in seiner Gegenwart konfirmiert worden ist.
Abbenrode war Sitz eines Klosters, das im Bauernkrieg 1525 weitgehend zerstört und 1554 aufgehoben wurde. Heute ist es vollständig verschwunden.
Nach der am 26. Mai 1952 von der DDR-Regierung erlassenen „Verordnung über Maßnahmen an der Demarkationslinie zwischen der DDR und den westlichen Besatzungszonen Deutschlands“ gelangte auch Abbenrode in den Bereich der Innerdeutschen Grenzsicherungsmaßnahmen. Der Ort wurde durch 5-km- sowie 500-m-Sperrzonen vom übrigen Gebiet der DDR weitgehend abgeschnitten. Nichteinwohner konnten in Abbenrode lebende Verwandte nur mit einem Passierschein besuchen. Durch die Abgeschiedenheit im Grenzgebiet gab es kaum Zuzüge mit der Folge, dass viele Bauernhöfe und andere Gebäude verfielen. 
Mit der Öffnung der DDR-Grenze 1989/90 wurde am 27. Januar 1990 um 8 Uhr auch die Nachbargemeinde Lochtum wieder direkt erreichbar. Wie an 108 anderen Orten entlang der ehemaligen Grenze wurde zum 20. Jahrestag der Grenzöffnung eine Gedenktafel im Rahmen des Geschichtsprojektes Brocken-Erklärung errichtet. Auf ihr sind Datum und Uhrzeit der Grenzöffnung festgehalten. Eine weitere Verbindung nach Wennerode im Norden wurde ebenfalls eingerichtet. Mit einem Flächennutzungsplan, der im Mai 1996 verabschiedet wurde, der Anbindung an die Bundesautobahn 36 und dem Bau eines Gewerbegebietes wächst Abbenrode langsam.
Am 1. Januar 2010 schlossen sich die bis dahin selbstständigen Gemeinden Abbenrode, Danstedt, Heudeber, Langeln, Schmatzfeld, Stapelburg, Veckenstedt und Wasserleben zur Einheitsgemeinde Nordharz zusammen.

## Politik

### Ortsbürgermeister
Die Ortsbürgermeisterin von Abbenrode ist seit 2024 Sandra Albrecht.

### Wappen
Das Wappen wurde am 16. März 2009 durch den Landkreis Harz genehmigt und im Landesarchiv Sachsen-Anhalt unter der Nr. 10/2009 registriert.
Blasonierung: „Schräg geteilt von Rot und Grün mit rechtem silbernen Faden, oben ein goldener Mühlstein mit freiem Mahlauge und zwei nach der Teilung gestellte abgewendete goldene Ähren, unten ein schräger goldener Schlüssel mit Bart oben zum Schildrand hin und viereckigem Schließblatt.“
Bezugnehmend auf das frühere Kloster, das zur Entwicklung des Ortes beitrug, auf die Tatsache, dass Abbenrode ein Mühlendorf war und die Landwirtschaft eine wesentliche Wirtschaftsgrundlage für die Einwohner darstellte, schuf sich Abbenrode im Selbstversuch ein Wappen und etablierte das auch, das in einem schräggeteilten rot-grünen Schild Schlüssel, Mühlrad und Ähre zeigte.
Dieses Wappen entsprach in mehreren wesentlichen Positionen nicht den heraldischen Regeln und war in dieser Form nicht genehmigungsfähig. Der Gemeinderat beauftragte darum den Magdeburger Kommunalheraldiker Jörg Mantzsch mit der Gestaltung und Einbringung ins Genehmigungsverfahren. An Stelle des Wasserrades wurde vom Heraldiker im Sinne einer klaren Erkennbarkeit ein Mühlstein gewählt.
Die Farben des Ortsteiles sind Gelb - Grün.

### Flagge
Die Flagge ist gelb-grün (1:1) gestreift (Querform: Streifen waagerecht verlaufend, Längsform: Streifen senkrecht verlaufend) und mittig mit dem Gemeindewappen belegt.

## Galerie

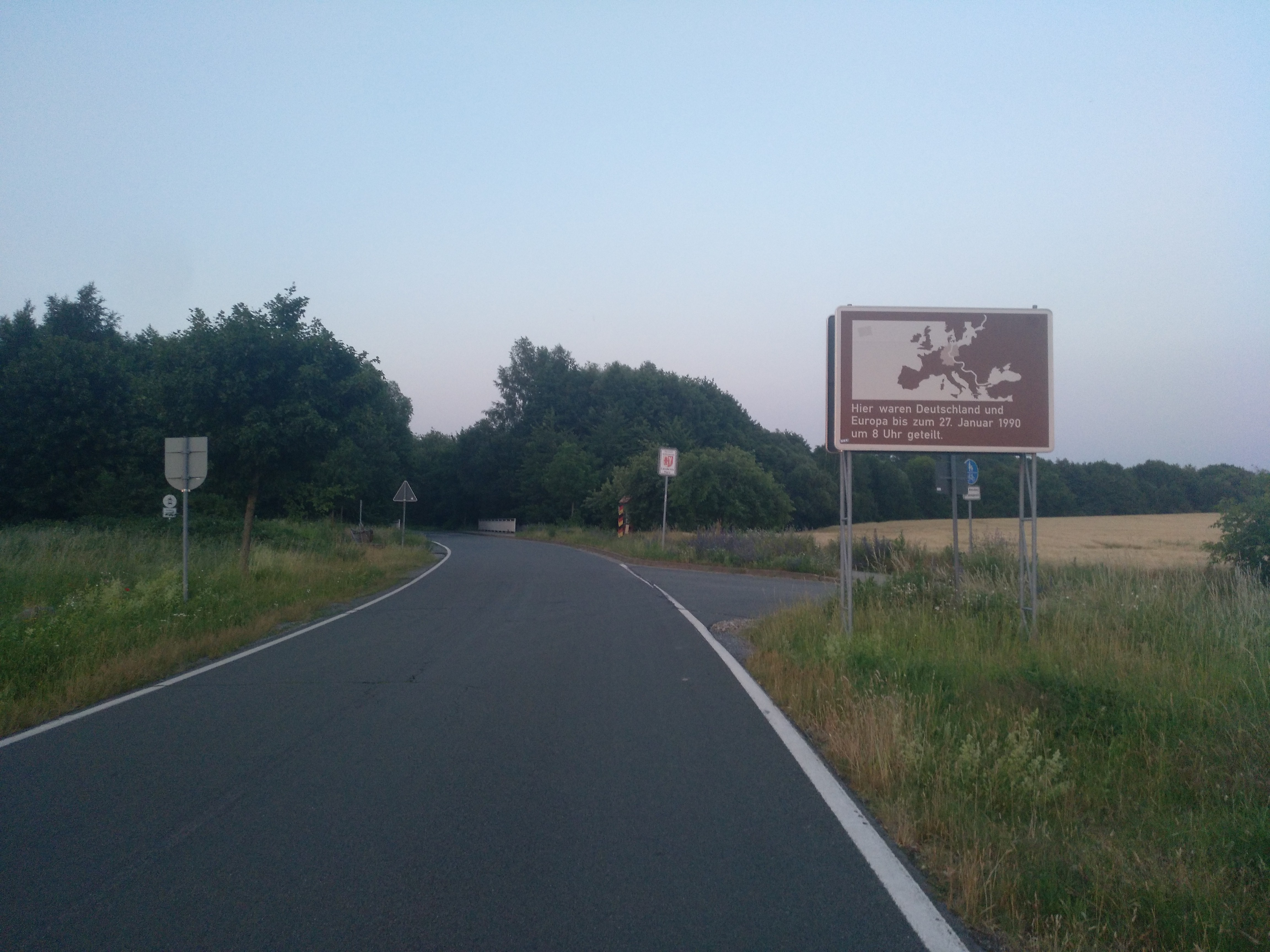
Erinnerung an den Fall des Eisernen Vorhangs in Abbenrode
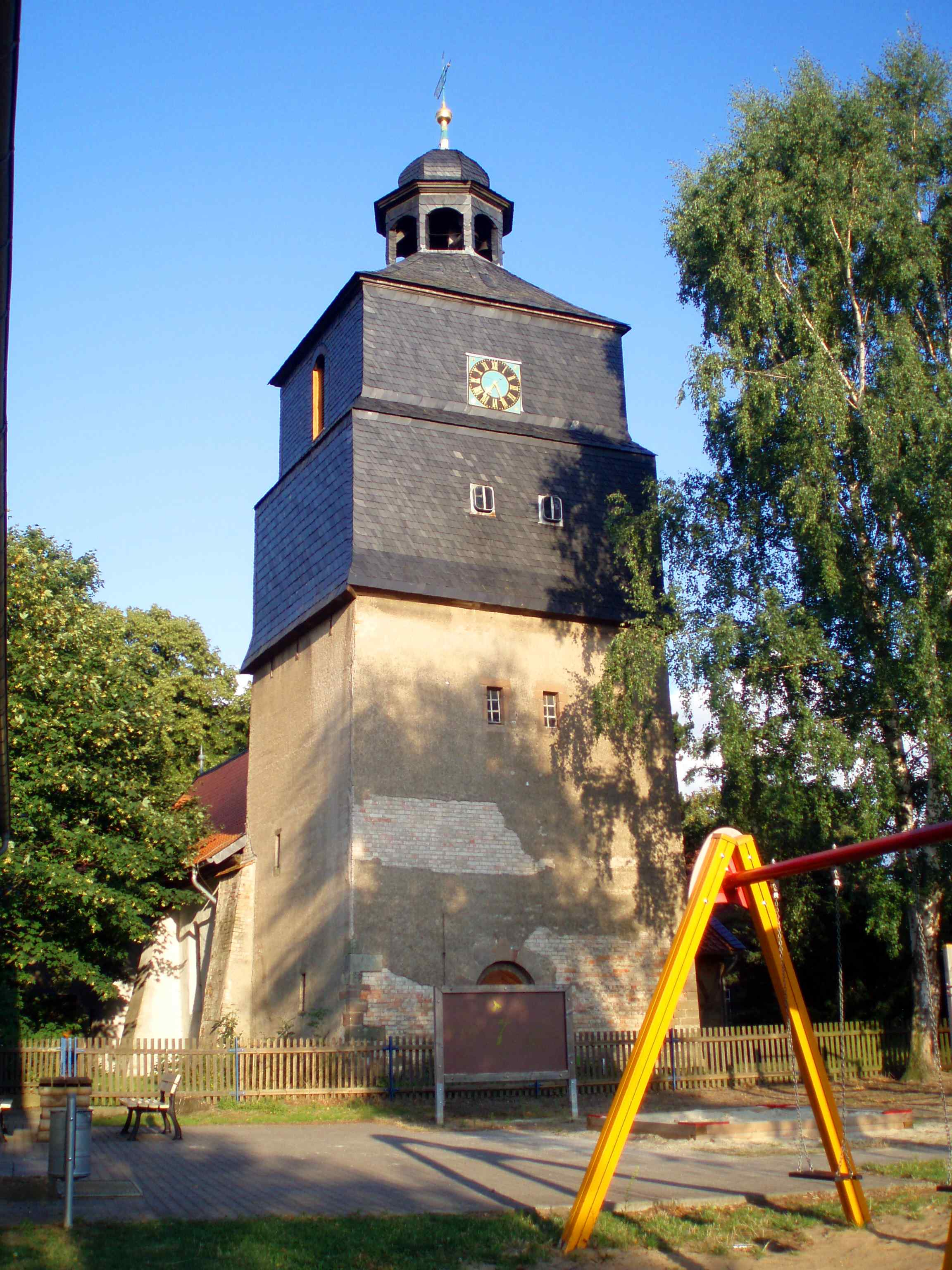
Kirche Abbenrode
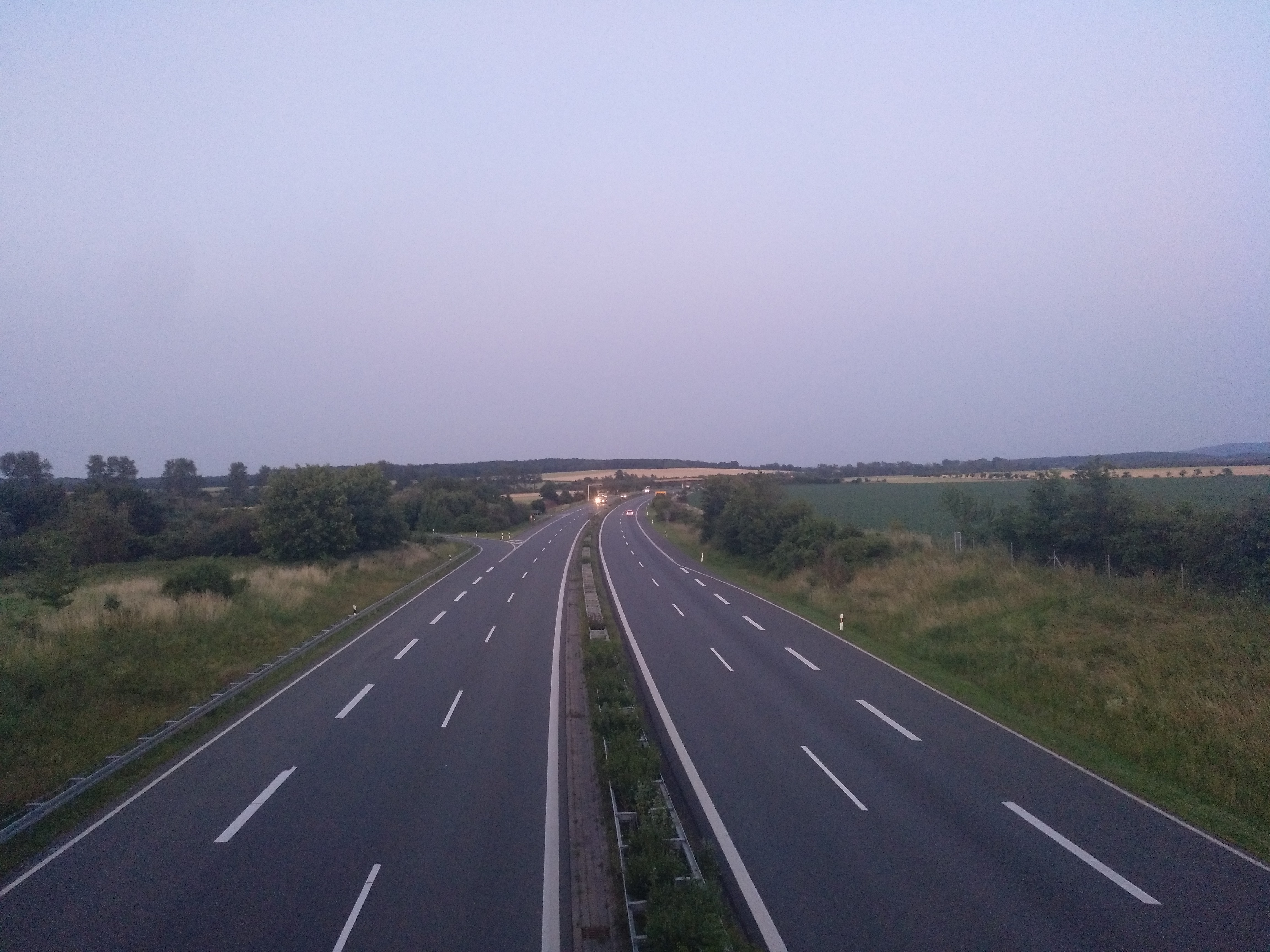
Bundesautobahn 36 bei Abbenrode